# Stari Lazi
Stari Lazi – wieś w Chorwacji, w żupanii primorsko-gorskiej, w gminie Brod Moravice. W 2011 roku liczyła 27 mieszkańców.